# Ferrovia Principe-Granarolo
La ferrovia Principe-Granarolo (talvolta citata impropriamente come funicolare o come tranvia a motivo delle caratteristiche costruttive) è una ferrovia a cremagliera che corre nel territorio urbano della città di Genova, collegando via del Lagaccio, nei pressi della stazione ferroviaria di Genova Piazza Principe, alle alture di Granarolo. È gestita da AMT come impianto speciale, alla stregua degli altri impianti verticali cittadini.

## Storia

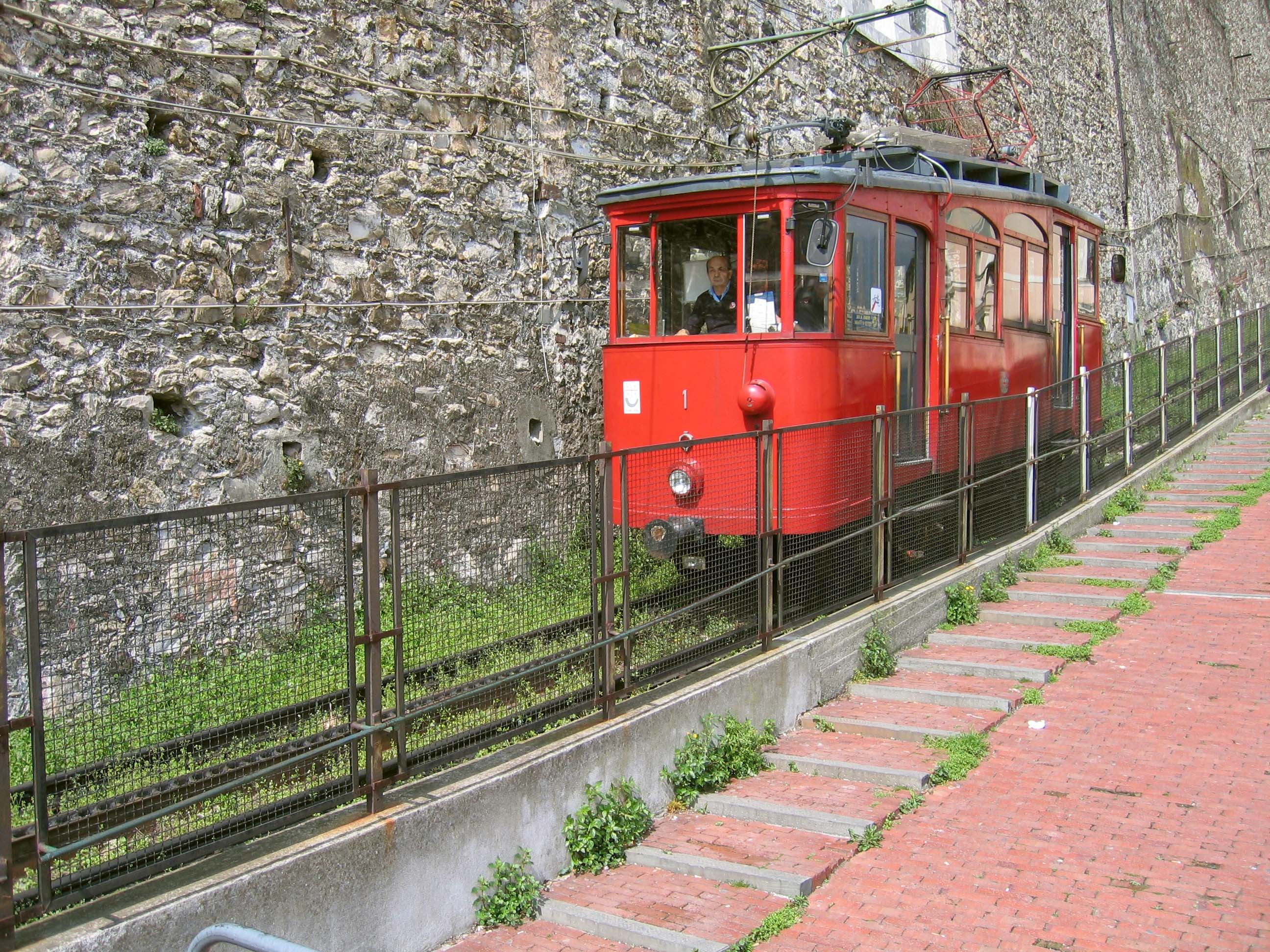
La cabina nel tratto iniziale

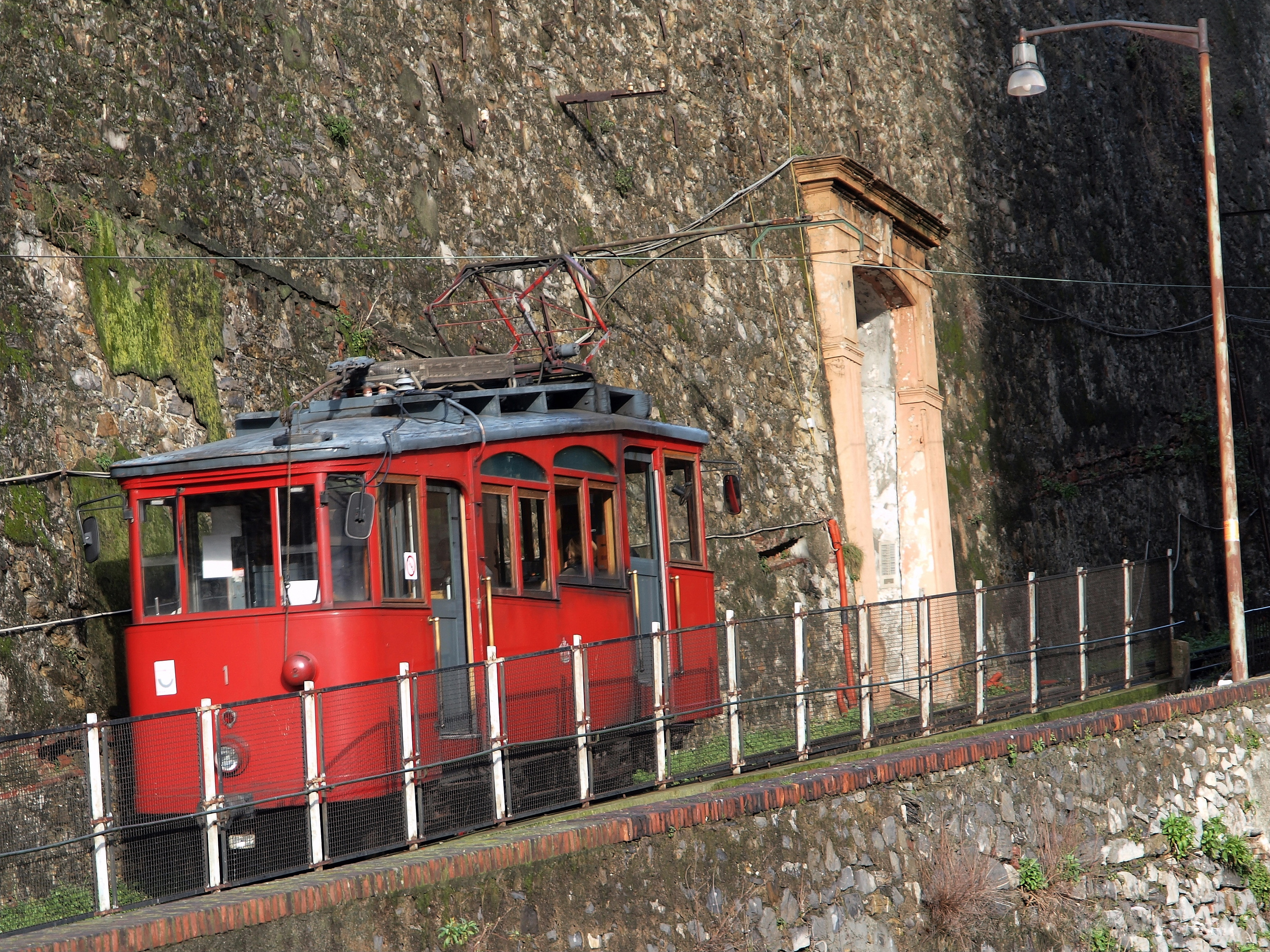
Inizio della tratta in salita in partenza dalla stazione di Principe

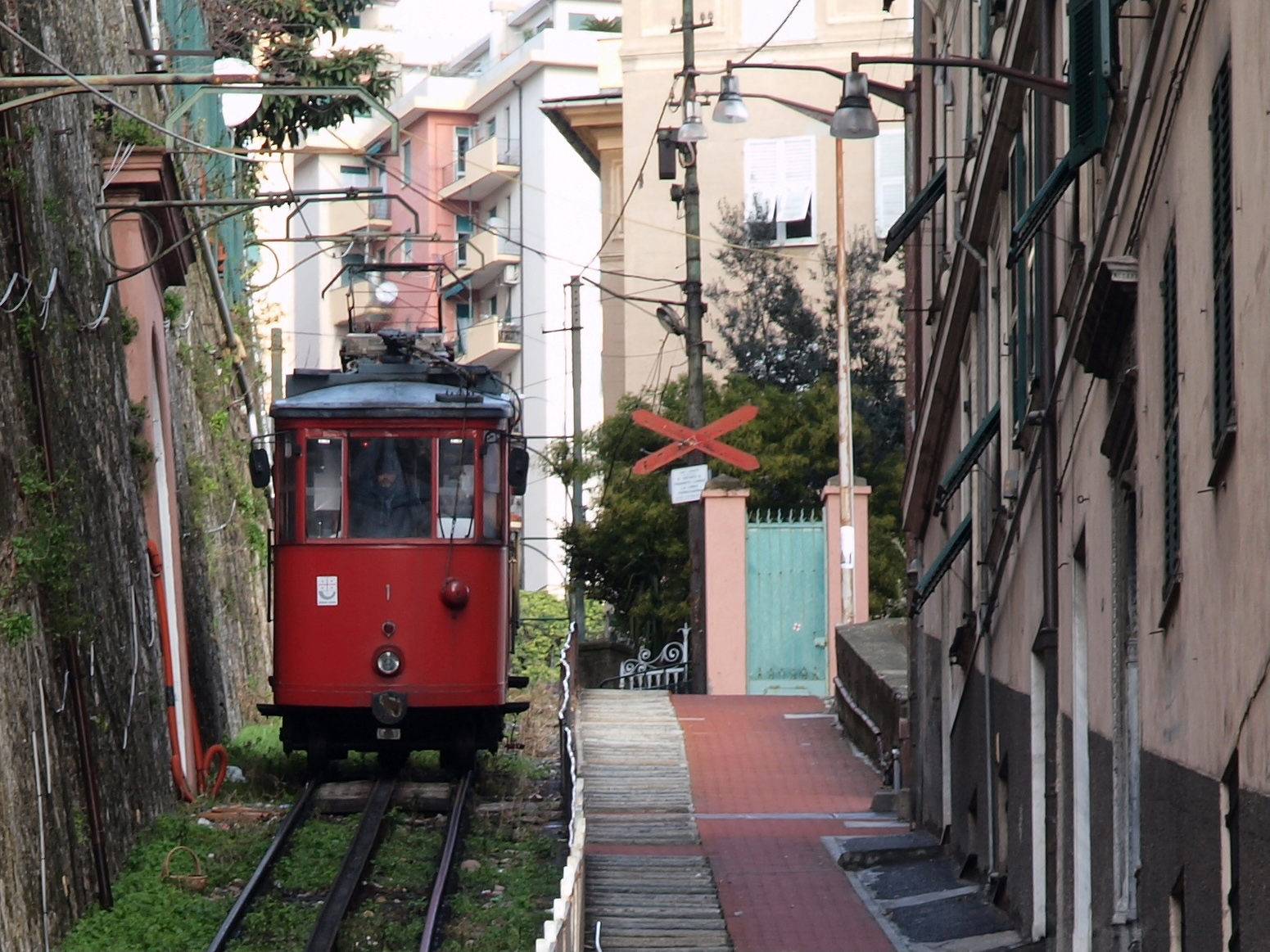
Il tracciato con la cabina fra le case accanto alla crêuza di salita San Rocco

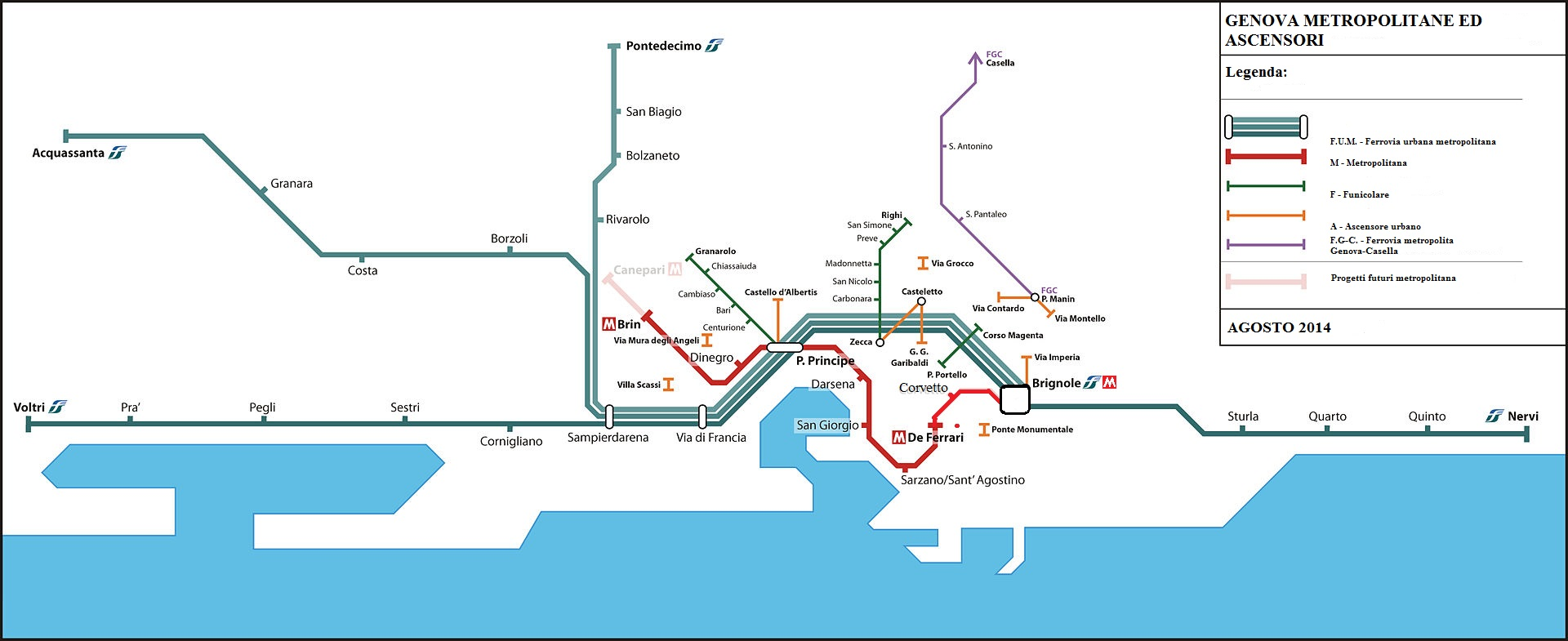
Sistema integrato delle linee metropolitane e ferroviarie della città di Genova

Concessa nel 1896 alla Società Anonima Genovese per le ferrovie di Montagna costituitasi il 4 settembre di tale anno, la ferrovia fu realizzata tra il 1898 e il 1900, su progetto firmato dagli ingegneri Ratti e Saligeri entrando in servizio il 1º gennaio 1901. Lo scopo della ferrovia era di rendere maggiormente remunerativa la lottizzazione dei terreni collinari intorno a Granarolo.
La ferrovia ebbe una storia travagliata: la sua inaugurazione, prevista per il 1899, fu rinviata al 1901 a causa di un incidente, avvenuto durante il collaudo della linea, nel quale morirono alcuni tecnici. Al momento della sua inaugurazione, lungo il percorso erano presenti solo 3 stazioni: Principe (stazione inferiore), Cambiaso (intermedia) e Granarolo (stazione superiore).
Nel 1902 la società concessionaria fu messa in liquidazione a causa della passività del bilancio; subentrò quindi la ditta De Bernardi & C., che a sua volta si sciolse nel 1907.
A gestire la linea fu quindi Luigi Parodi, già azionista delle due precedenti società, che mantenne il ruolo fino alla morte, avvenuta nel 1918. Con la morte di Parodi la linea chiuse, riaprendo nel 1922 in seguito alla cessione della stessa al Comune di Genova, il quale la affidò nel 1923 al Consorzio Nazionale Cooperative Combattenti. L'impianto riaprì il 5 marzo 1923: venne costruito un nuovo fabbricato in muratura per la stazione a valle di Principe e sul percorso venne aggiunta la fermata di Via Napoli.
Nel 1929, a causa di un grave incidente, gli stabilimenti Piaggio di Sestri Ponente ricostruirono e ammodernarono le due vetture del parco rotabili originale.
La concessione passò quindi nel 1934 all'Azienda Autonoma Autobus, e l'anno successivo all'Unione Italiana Tramways Elettrici (UITE), che gestiva la rete tranviaria del capoluogo ligure.
Nel 1950 venne ricostruita la stazione di Granarolo, che comportò lo spostamento del capolinea superiore circa 20 metri più a monte.
Nel 1964 la UITE venne municipalizzata e ribattezzata AMT, alla quale venne affidata nel 1965 la gestione dell'impianto.
Nel 1971 furono sostituiti gli impianti di alimentazione e la sottostazione elettrica; nel 1976 fu sostituito tutto l'armamento, con l'esclusione della rotaia "dentata", e furono eseguite alcune modifiche alle vetture.
Nello stesso periodo vennero aggiunte 2 stazioni intermedie (Centurione e Chiassaiuola) e fu ricostruita la stazione di Via Napoli, che assunse la denominazione odierna (Via Bari).
All'inizio del 1993 le due vetture furono sottoposte a interventi di ricostruzione e messa a norma. Entrambe rientrarono in servizio nella primavera dello stesso anno.
Nel 2003 il servizio fu limitato al solo tratto a valle: Principe - Via Bari, a causa dell'instabilità di alcuni muri di contenimento del tratto superiore della linea (Via Bari - Granarolo).
Nel marzo 2011, grazie a un finanziamento regionale, vennero eseguiti importanti interventi di consolidamento e ammodernamento del tratto superiore della linea ricostruendo e rinforzando i muri di sostegno, sostituendo tutto l'armamento, creando un nuovo camminamento di servizio in mattoni lungo il percorso da Granarolo a Via Bari, e ricostruendo totalmente la linea aerea. Furono, inoltre, realizzate tre nuove stazioni (Salita San Rocco, Salita Granarolo e Via Bianco) e adeguate le esistenti all'uso dei portatori di handicap. Nell'intervento fu inoltre sostituita l'originaria cremagliera, di tipo svizzero Riggenbach, risalente al 1898 con una di tipo svizzero Von Roll. L'operazione comportò anche interventi sulle due vetture, in seguito ai quali rientrò a Granarolo solo la n. 1.
Il 13 novembre 2012 la linea riaprì sull'intero percorso, riscoprendo così anche la sua importante vocazione turistica.
Già dal 2012 però, gli interventi effettuati alla vettura 1 si rivelarono di scarsa qualità tecnica, tanto che nel 2018 si rese necessario un importante intervento di manutenzione al telaio e agli assi motori, seguito da una lunga fase di test e pre-esercizio.
Nel frattempo la vettura 2, la quale avrebbe dovuto essere restaurata assieme alla vettura 1, rimase coinvolta nel fallimento delle Officine di Arquata Scrivia (assieme a lei anche l'elettromotrice A4 della FGC che poi fu parzialmente demolita). Nel 2014 la situazione si sbloccò e tramite gara vennero assegnati i lavori alla ditta De Luca S.p.A.. Per questa vettura si decise di effettuare un revamping più radicale, con l'introduzione dell'elettronica per la gestione degli organi di trazione, oltre al già preventivato restauro.
Il 12 marzo 2019 la vettura 2 arrivò a Genova con un trasporto eccezionale e nella notte compresa tra il 14 e il 15 aprile viene posizionata in linea con l'ausilio di un'autogru. La mattina seguente venne trasferita nell'officina di Granarolo dove iniziarono le operazioni di messa a punto. 
A fine giugno 2019 partirono i lavori di ristrutturazione della stazione superiore a Granarolo, che prevedevano un rinnovamento dei locali tecnici, l'ingrandimento dell'officina e il rifacimento delle facciate esterne. 
Nel maggio 2021 la stazione di Principe venne chiusa per iniziare i lavori di ristrutturazione, il cui obbiettivo principale era permettere l'accesso alla banchina anche alle persone con handicap. Il servizio della Ferrovia venne quindi limitato alla tratta San Rocco-Granarolo. A giugno 2021, approfittando della temporanea chiusura della stazione a valle, AMT attivò un cantiere per l'intera tratta inferiore, limitando il servizio alla tratta Via Bari-Granarolo: essendo l'armamento e la catenaria in pessime condizioni, era necessario effettuarne la manutenzione e la parziale sostituzione. Tali interventi, dal costo complessivo di 490.000 euro, vennero finanziati dalla Regione e dall'Unione Europea.  I lavori vennero appaltati ad agosto, iniziando con due mesi di ritardo.
Ad aprile 2021 venne reso noto lo stato della vettura 2, accantonata da due anni in deposito; era ancora problematico e durante la messa a punto per quanto riguarda la parte elettronica e i freni a contrappeso era stato necessario testarla circa 1000 volte durante le ore notturne. 
Terminati dopo sei mesi i lavori nel tratto inferiore, la linea riaprì sull'intero percorso il 1º dicembre 2021.
Il 2 dicembre 2021 la giunta Regionale approvò l'erogazione di 7,6 milioni di euro complessivamente, per la messa in sicurezza dell'impianto consistente in lavori di ammodernamento sulla tratta Principe-Bari e di installazione di un sistema di videosorveglianza; 3,5 milioni per acquistare una terza vettura.
Nello stesso periodo, in seguito di un guasto all'impianto frenante, la vettura 1 fu fermata. Il 4 gennaio 2022, dopo 18 anni di fermo la vettura 2 è tornata in servizio, sostituendo la vettura 1.

## La linea
| Head station |

| Stop on track |

| Stop on track |

| Stop on track |

| Stop on track |

| Unknown route-map component "SPLa" |

| Unknown route-map component "SPLe" |

| Stop on track |

| Stop on track |

| Stop on track |

| End station |

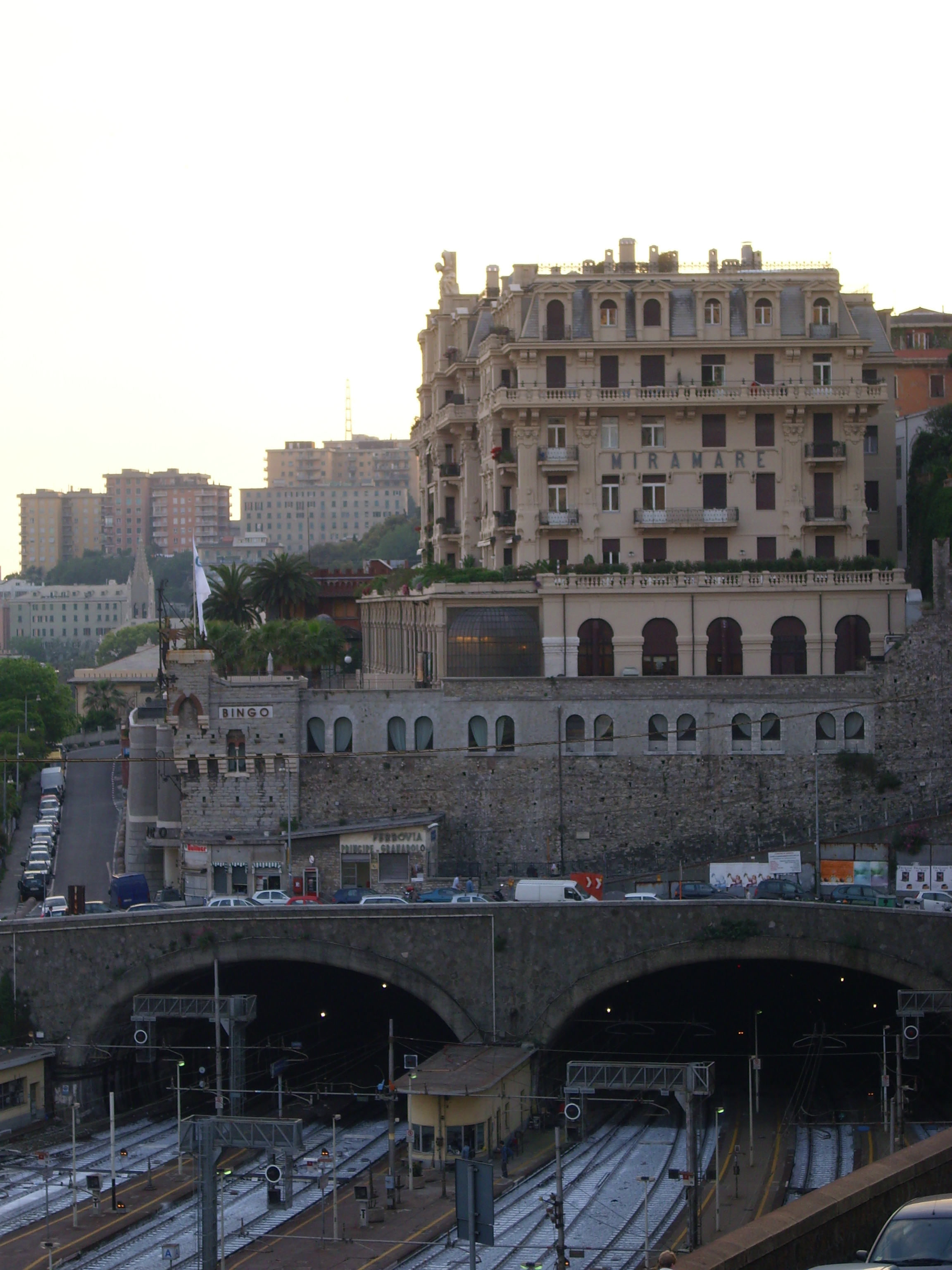
Il capolinea di Principe è situato sopra le gallerie della stazione Principe e a fianco del muro di contenimento dell'ex Grand Hotel Miramare

La linea è costituita da un solo binario a scartamento ridotto da 1200 mm, con raddoppio nel punto mediano per consentire gli incroci.
Il dislivello, pari a 194 metri, è coperto con un percorso lungo 1,136 km caratterizzato da una pendenza media del 16% e una pendenza massima del 21,4%. La vettura viaggia alla velocità di 2 m/s (pari a 7,2 km/h) e ha la portata di 45 passeggeri totali. La cremagliera, originariamente del tipo Riggenbach, dal 2012 è stata sostituita dal tipo Von Roll. L'alimentazione elettrica è in corrente continua alla tensione di 600 V mediante linea aerea di contatto.

### Percorso e Stazioni
Sul tracciato si trovano nove fermate: Principe, Salita San Rocco, Centurione, Bari, Cambiaso, Salita Granarolo, Chiassaiuola, Via Bianco, Granarolo. Le stazioni di Salita Granarolo, Via Bianco e Salita San Rocco vennero costruite in occasione dei lavori di ristrutturazione del 2012.
La quota del capolinea inferiore è di 25 metri s.l.m., mentre quello di Granarolo è situato a 220 metri s.l.m.
Le pendenze massime del percorso vengono raggiunte in Salita San Rocco (nel tratto iniziale) e in Salita Superiore di Granarolo (nel tratto finale).
La vettura effettua sosta obbligata solo ai due capolinea, mentre per le altre stazioni la fermata è a richiesta.
Mentre i capilinea sono dotati di un fabbricato viaggiatori, le sette fermate intermedie sono costituite da una semplice banchina scoperta. Negli anni '70 in ogni stazione erano state installate delle pensiline di attesa, poi rimosse durante la ristrutturazione del 2012.

### Deposito
Il deposito è sito a Granarolo, all'interno del fabbricato del capolinea superiore. È costituito da un unico binario ed ha un'officina (dotata di fossa ispettiva) di dimensioni molto ridotte, la quale può alloggiare una sola vettura per volta.

## Caratteristiche del materiale rotabile

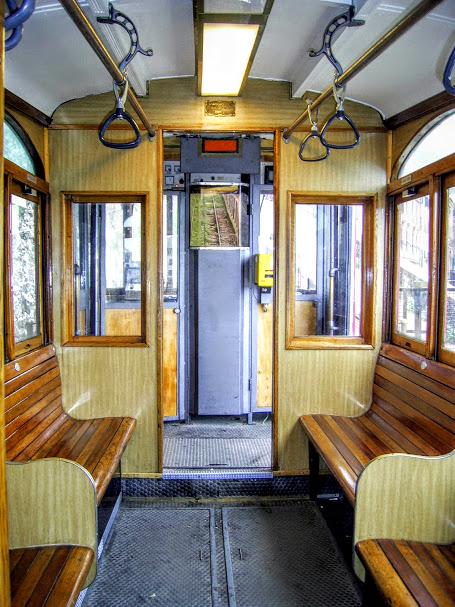
Gli interni lignei della cabina

Le due vetture utilizzate sono ancora oggi le stesse della dotazione originaria, costruite nel 1901 dall'azienda torinese Diatto, come vetture di derivazione tramviaria. La cassa esterna era infatti molto simile a quella di un tram, squadrata. I mezzi hanno tuttavia subito nel corso degli anni diverse modifiche e interventi di restauro:
- A seguito di un grave incidente, entrambe le vetture furono ricostruite nel 1929 dalla ditta Piaggio di Genova (Sestri Ponente). Pur mantenendo lo stesso pianale, gli interni e il telaio assunsero una carrozzeria a scocca portante, dotata di finestrini. Inoltre, la vettura 1 divenne leggermente più larga, e la Vettura 2 leggermente più alta (caratteristica che le contraddistingue ancora oggi).
- Negli anni '50 gli accessi furono dotati di porte scorrevoli manuali (spesso lasciate aperte lungo il tragitto) e le vetture assunsero la livrea verde scuro-acquamarina, comune a quella delle linee tramviarie e filoviarie della città;
- Nel 1966, in occasione dei lavori di ammodernamento dell'impianto, le casse delle due vetture vennero lievemente modificate, assumendo linee più tondeggianti;
- Nel 1975 le vetture assunsero la livrea arancio ministeriale, comune a quella degli autobus cittadini;
- Le vetture subirono una completa revisione e furono rimesse a norma nel 1993. In tale occasione, per ragioni di sicurezza gli accessi furono chiusi da porte comandate elettricamente;
- A partire dal 1994 le vetture assunsero la livrea rossa, uguale a quella delle due funicolari cittadine;
- Nel 2003 la vettura n°2 riscontrò diversi problemi tecnici e dopo mesi di funzionamento irregolare venne ritirata dal servizio per lavori di manutenzione e fu poi mandata alle officine di Arquata Scrivia per essere riammodernata;
- Nel 2011 la vettura 1 ricevette un revamping estetico  in occasione della riapertura della linea, con interni ricostruiti artigianalmente in legno seguendo i disegni originali e un aggiornamento tecnico agli organi di trazione e al sistema di alimentazione, che comportò la sostituzione dell'originario trolley a stanga con un più moderno pantografo;
- Nel 2018 la vettura 1 ha subito una nuova manutenzione straordinaria che ha comportato la sostituzione degli assi motore;
- La vettura 2 è stata sottoposta tra il 2014 e il 2019 ad un radicale rinnovamento introducendo l'elettronica di gestione sui sistemi dinamici, di frenata e di apertura porte;
- Nel gennaio 2022 la vettura 1 viene ricoverata in deposito, mentre viene rimessa in servizio la vettura 2 dopo lungo tempo.

Caratteristica peculiare delle vetture sono le ruote: quelle di un lato sono piane e larghe (ruota di appoggio), mentre quelle dell'altro hanno un doppio bordino (ruota di guida). La ruota col doppio bordino guida la vettura durante gli incroci che avvengono su scambi privi di parti mobili analoghi a quelli delle funicolari; essa percorre la rotaia esterna durante l'incrocio mentre la ruota di appoggio con la sua larghezza è in grado di mantenere il veicolo appoggiato sulle rotaie nonostante le interruzioni presenti nel deviatoio. Con due vetture in servizio, queste hanno le ruote di guida ciascuna su una diversa rotaia per potersi incrociare.

## Ipotesi di sviluppo
La ferrovia Principe-Granarolo, collegando una zona limitrofa al Porto con le alture della città, potrebbe avere una vocazione sia pendolare che turistica, analogamente alla funicolare Zecca-Righi. In tal senso è stato proposto da alcuni cittadini di prolungare la linea più a monte, in modo da raggiungere la zona dei Forti di Genova. Allo stato, tuttavia, l'infrastruttura presenta una capienza e una velocità di esercizio troppo basse per sostenere flussi consistenti di turisti.
Altri progetti, non ufficiali, proponevano di prolungare la linea a valle di circa 200 m, dall'attuale capolinea di Via Lagaccio alla sottostante Via Doria, in modo da permettere un interscambio diretto con la vicina stazione ferroviaria di Piazza Principe e la stazione Principe della metropolitana.

## Nei media
La ferrovia è uno dei simboli di Genova, ragion per cui è stata citata in diversi film. Nel 2021 è stata utilizzata come set cinematografico durante le riprese della serie TV poliziesca Blanca, ambientata nel capoluogo ligure e nei dintorni, con protagonista Maria Chiara Giannetta.

## Galleria d'immagini

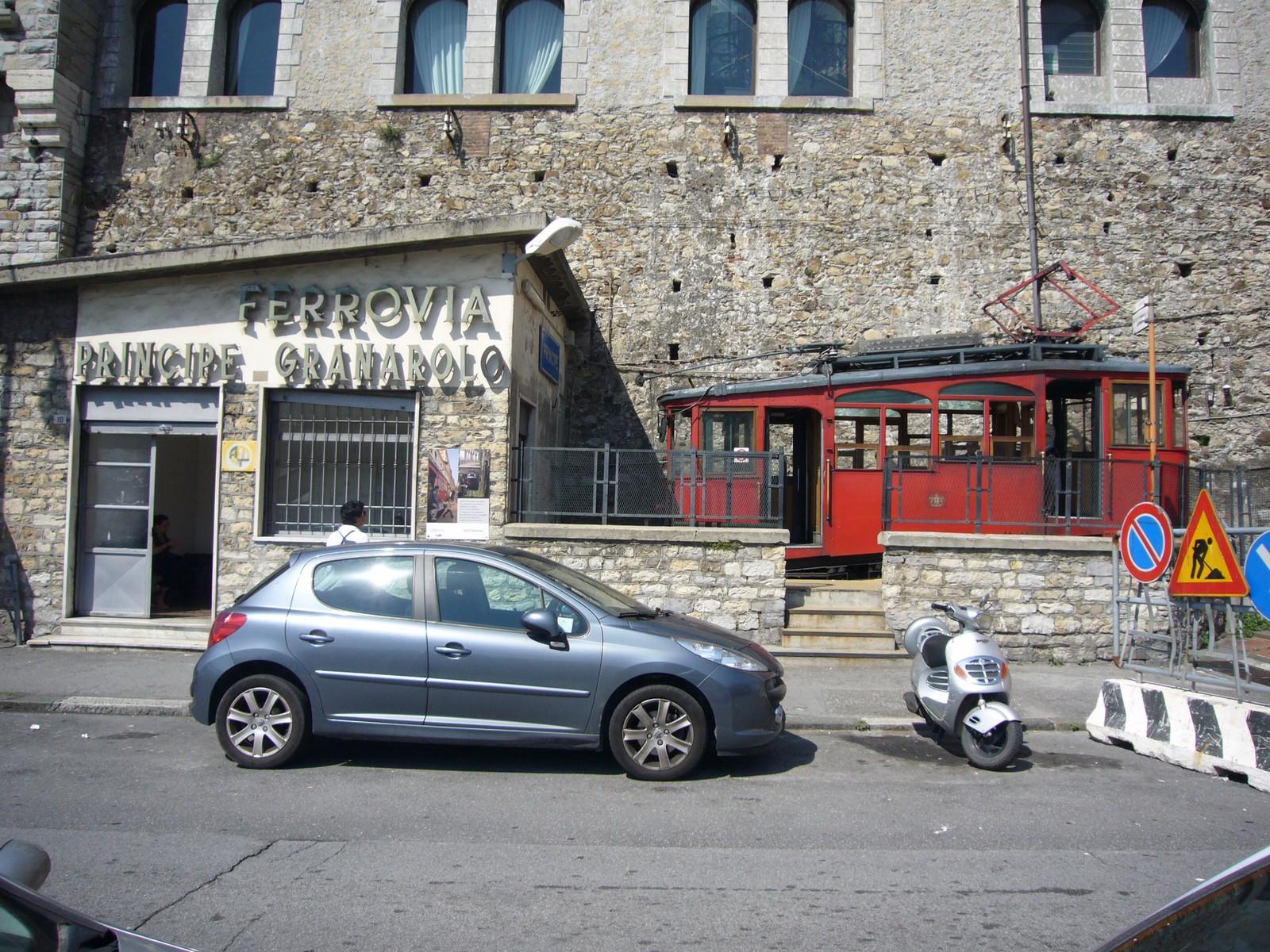
Il capolinea a valle (Principe) nel 2012
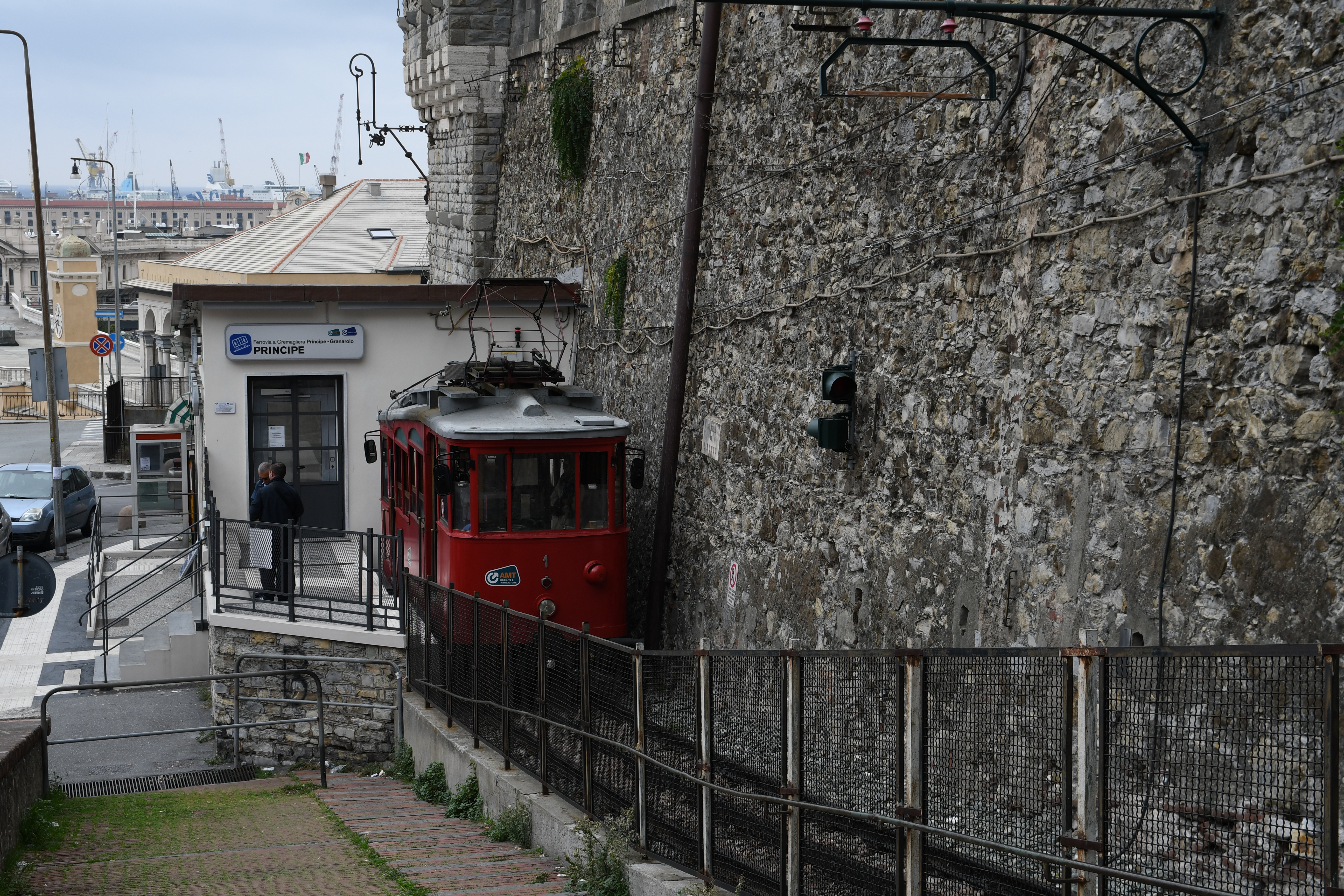
Elettromotrice 1 al capolinea a valle (Principe)
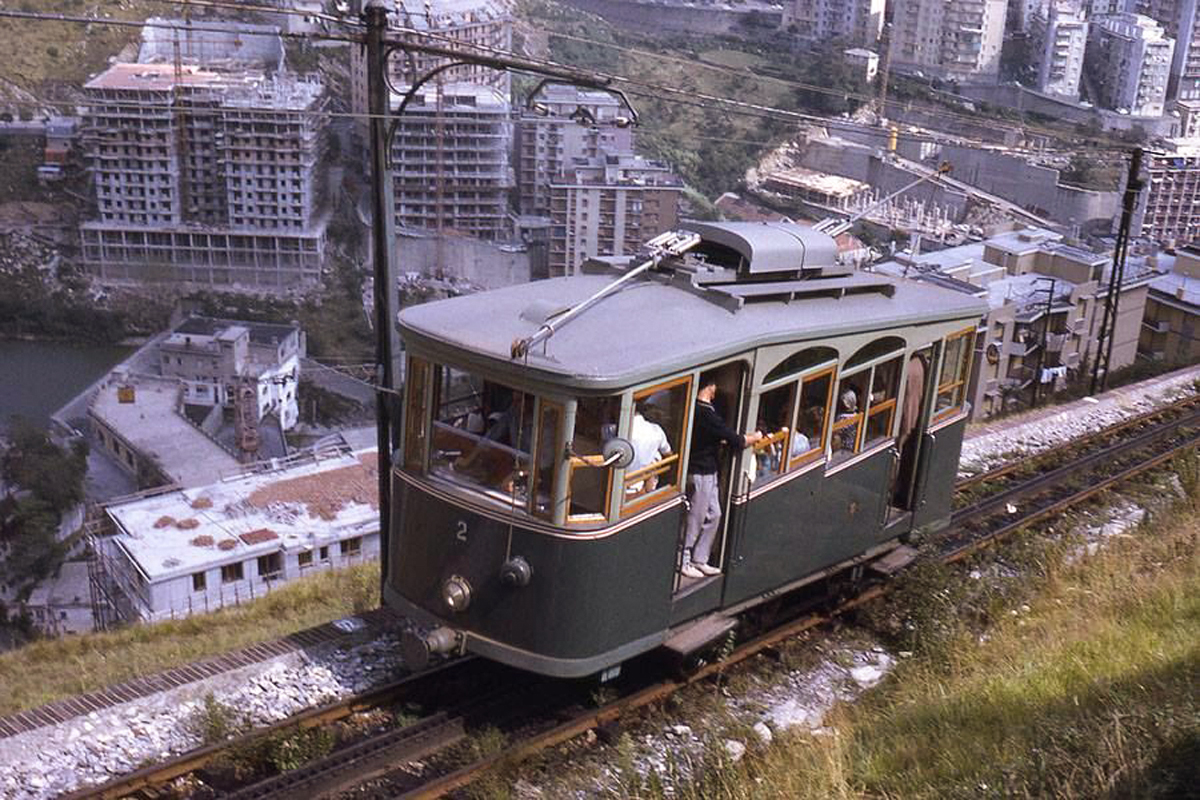
Il convoglio all'altezza della stazione Cambiaso nel 1969, alle spalle si nota ancora il bacino idrico del Lagaccio
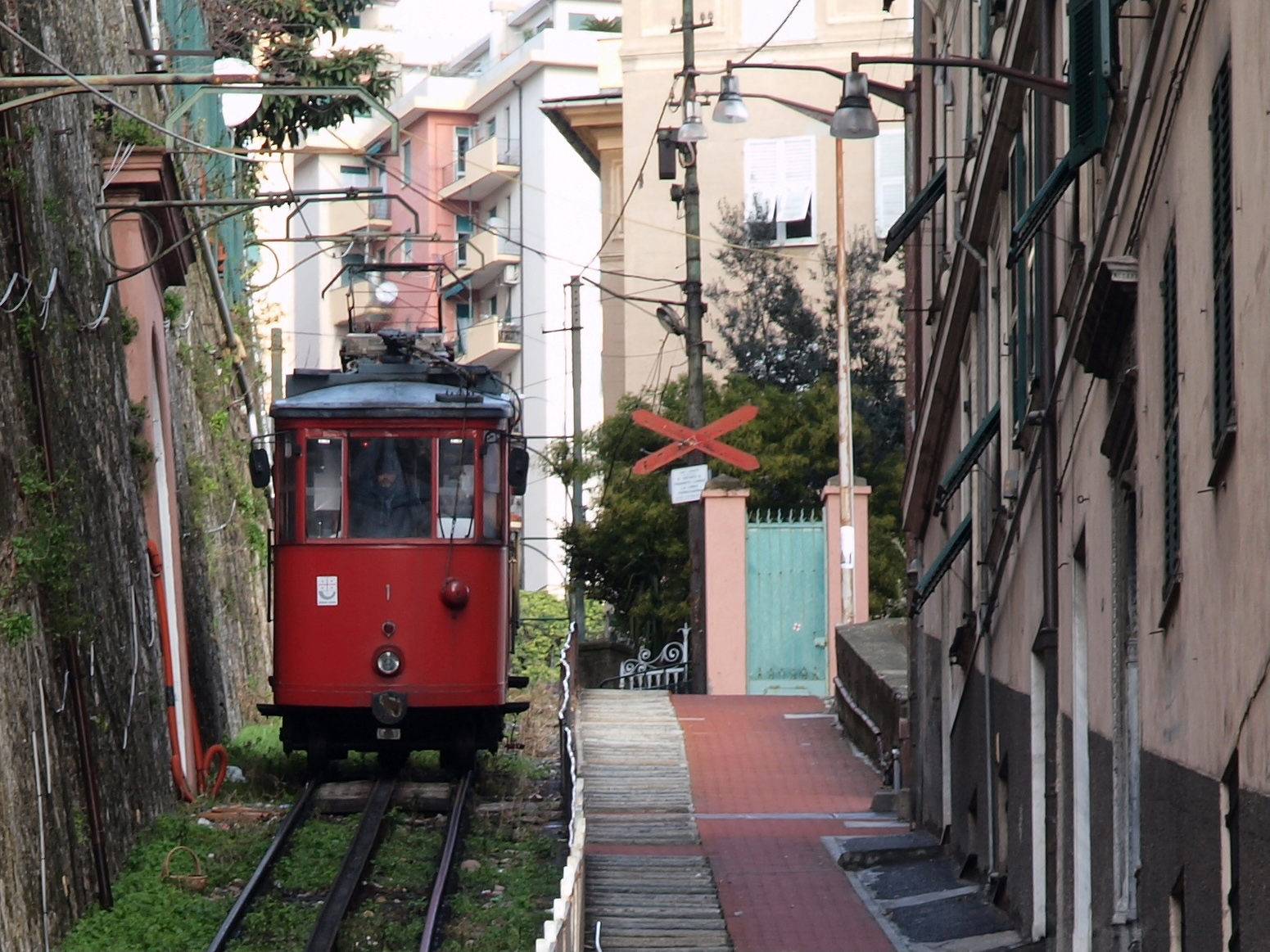
Presso il tratto di attraversamento pedonale della stazione di Salita S. Rocco
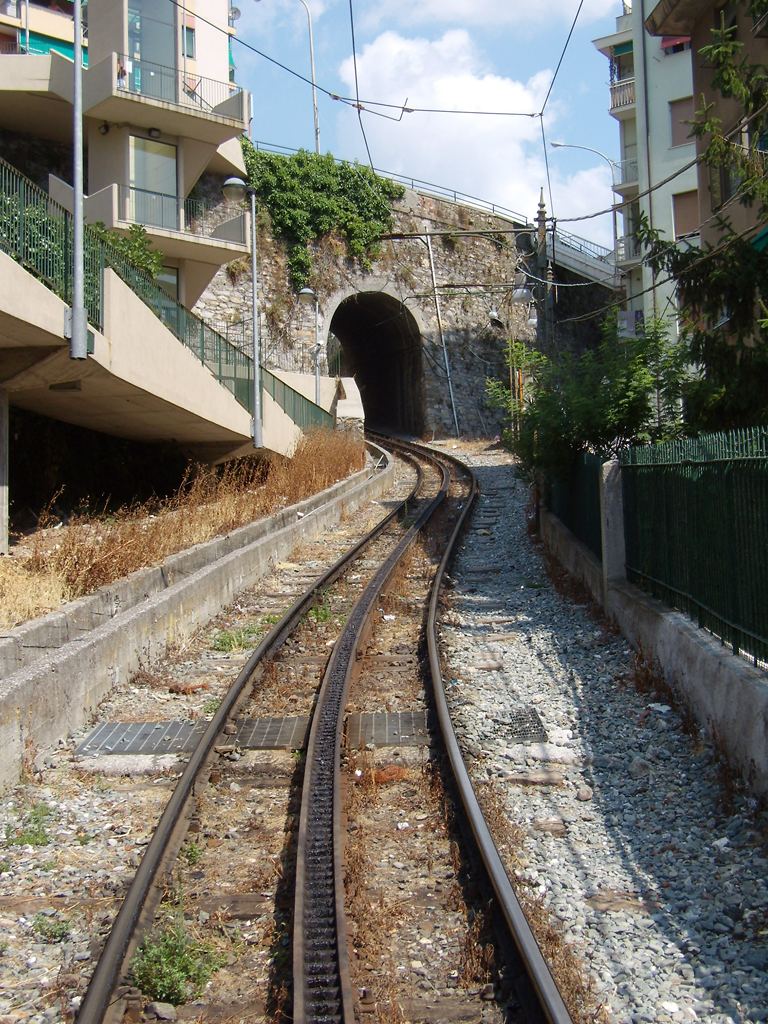
Originaria cremagliera Riggenbach
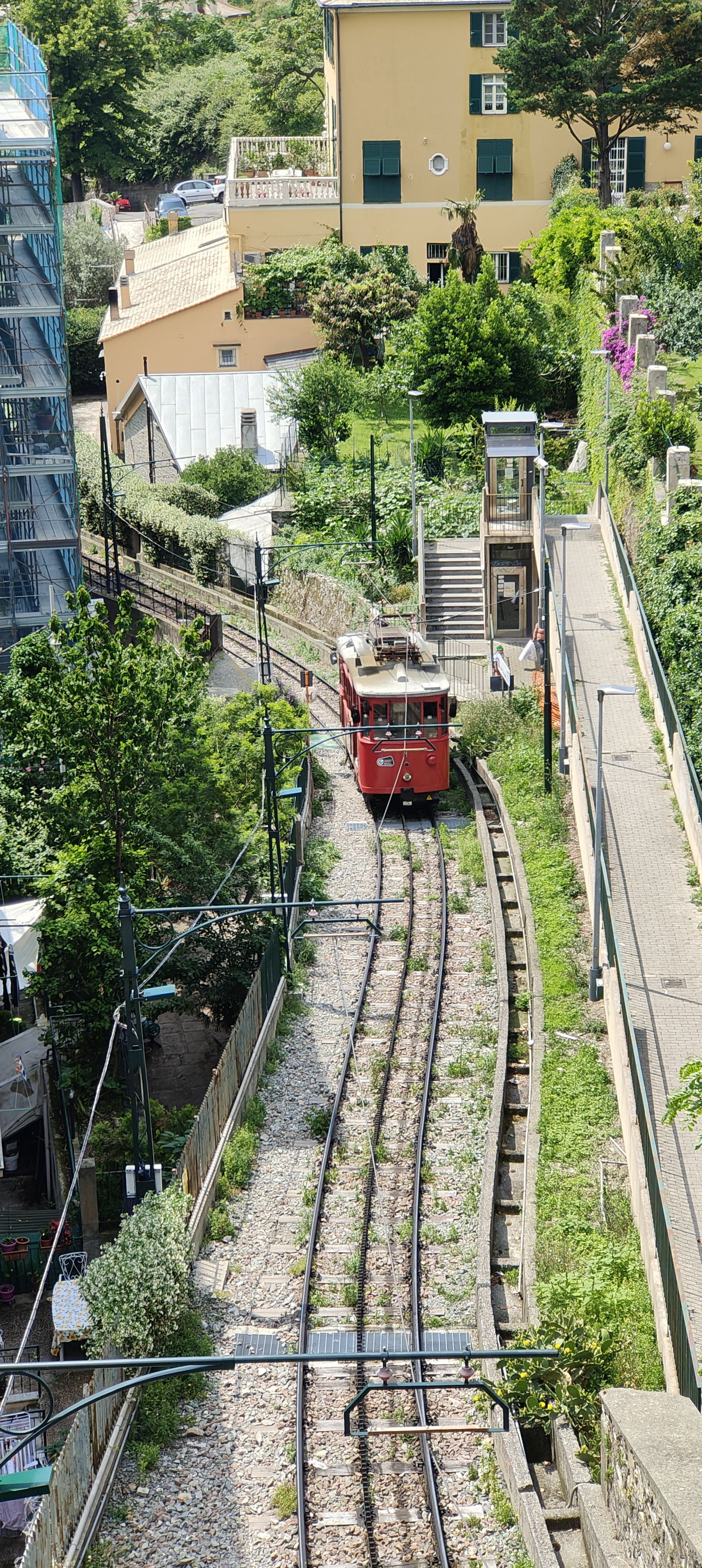
La ferrovia vista da via Bari
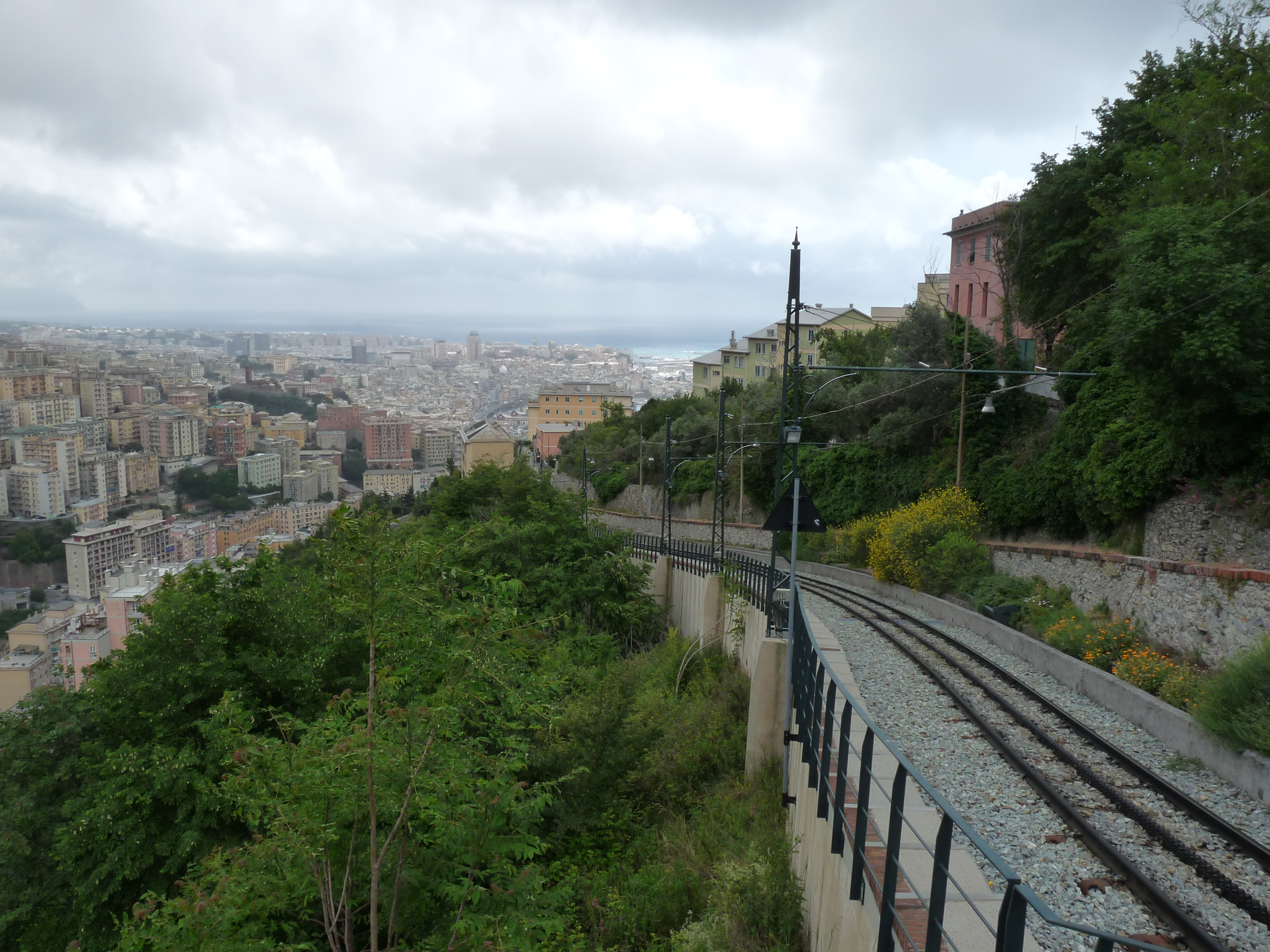
Il tracciato della ferrovia poco sotto Granarolo, con vista sulla città
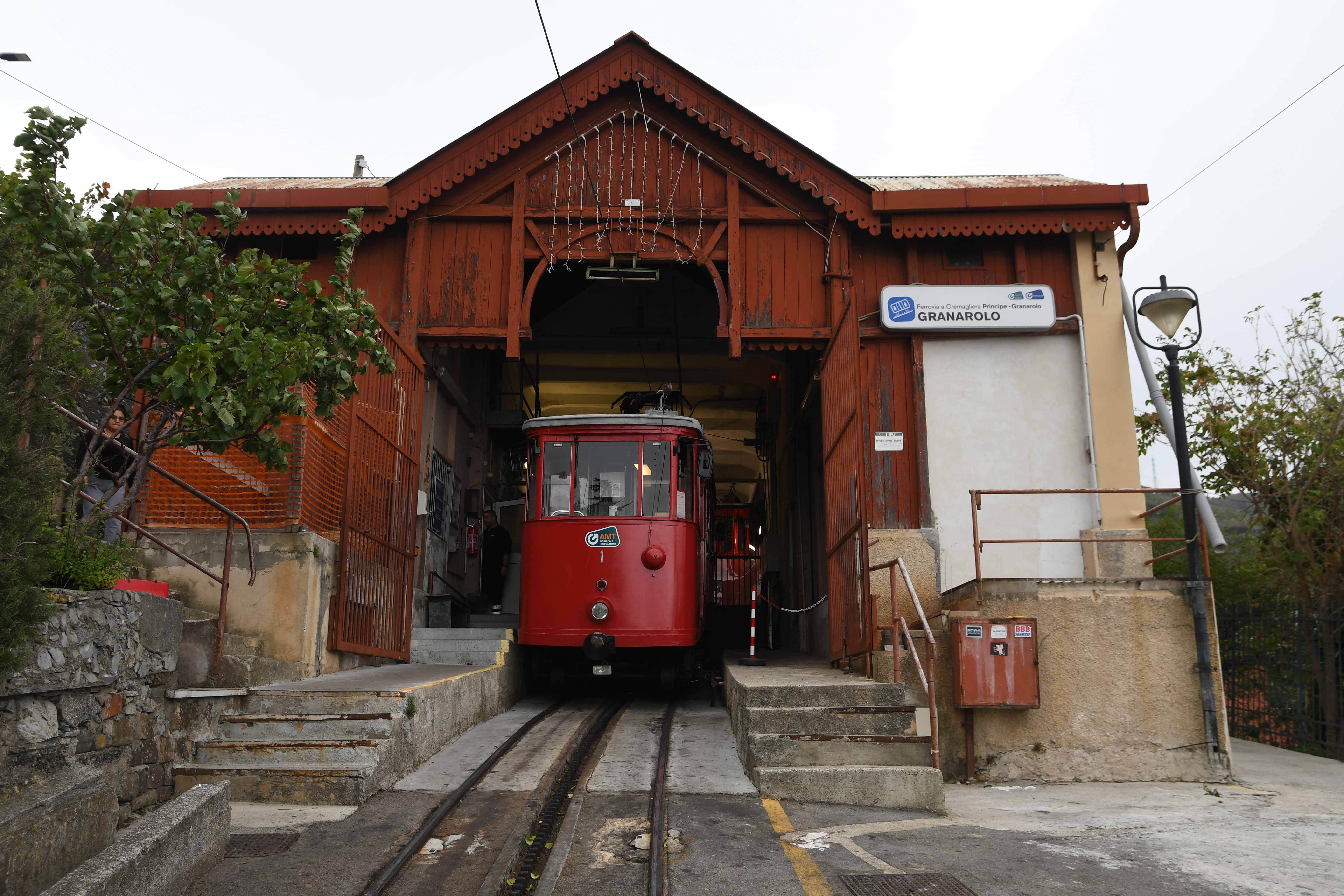
Capolinea a monte (Granarolo)